# Zellkonstanz
Als Zellkonstanz oder Eutelie bezeichnet man das biologische Phänomen, dass manche Organismen oder Organe eine genau definierte, feste Anzahl von Zellen besitzen. 
Besonders für Fadenwürmer (Nematoda) ist die Zellkonstanz häufig nachgewiesen. So besteht jeder Hermaphrodit der Art Caenorhabditis elegans aus exakt 959 Zellen, wie John E. Sulston und andere Forscher seit 1977 nachgewiesen haben. Zunächst werden in der Ontogenese 1090 Zellen gebildet, von denen jedoch 131 Zellen einen programmierten Zelltod sterben. Inzwischen hat bei dieser Art jede Zelle ihren spezifischen Namen. Die Entwicklung jeder Zelle kann genau prognostiziert bzw. zurückverfolgt werden. Daher ist diese Art als Modellorganismus für die Erforschung der genetischen Grundlagen der Entwicklung und der Genregulation besonders bedeutsam.
Eutelie kommt jedoch nicht nur bei Fadenwürmern vor, sie ist auch bei einigen Bärtierchen, Rädertierchen und anderen kleinen wirbellosen Tieren zu finden.
Eutelie hat für die entsprechenden Lebewesen deutliche Konsequenzen. So ist die Regenerationsfähigkeit stark herabgesetzt, so dass bereits kleinere Verletzungen zum Tod führen können. Andererseits sind aber Tumoren weitgehend unmöglich, da die Zellen ihre Teilungsfähigkeit verloren haben.